# HD 126009
Désignations
HD 126009 est une étoile variable de la constellation du Bouvier, située à 720 ± 20 a.l. (∼ 221 pc) de la Terre.